# Croix Blanche Angers Football
Maillots
Le Croix Blanche Angers Football est un club de football féminin français basé à Angers, connu autrefois sous le nom de Football Club Croix Blanche.

## Histoire
Le club fait partie du club masculin du même nom fondé en 1963 mais qui n'a jamais percé au niveau national. Les Angevines atteignent pour la première fois de leur histoire la Division 1 en 1990, après de nombreuses années passées au sein de la Ligue atlantique. Ne se maintenant qu'une saison à ce niveau, le club fait un second passage tout aussi rapide en 1998 avant de sombrer dans les divisions régionales. Ce n'est qu'à partir de 2007 que l'on retrouve le club en troisième division puis en Division 2 en 2010.

## Bilan saison par saison
Le tableau suivant retrace le parcours du club depuis la création de la première division en 1974 sous le nom de FC Croix-Blanche, puis sous le nom de Croix-Blanche OLF, et enfin Croix Blanche Angers Football.
| Édition   | Division 1  | Division 2             | Division 3             | Coupe de France   |
| 1974-1990 | …           | Championnat inexistant | Championnat inexistant | Coupe inexistante |
| 1990-1991 | 10e (Gr. C) | Championnat inexistant | Championnat inexistant | Coupe inexistante |
| 1991-1997 | …           | …                      | Championnat inexistant | Coupe inexistante |
| 1997-1998 | -           | non connu              | Championnat inexistant | Coupe inexistante |
| 1998-1999 | 10e         | -                      | Championnat inexistant | Coupe inexistante |
| 1999-2000 | -           | non connu              | Championnat inexistant | Coupe inexistante |
| 2000-2001 | -           | 6e (Gr. B)             | Championnat inexistant | Coupe inexistante |
| 2001-2002 | -           | 5e (Gr. B)             | Championnat inexistant | non connu         |
| 2002-2003 | -           | 10e (Gr. A)            | -                      | non connu         |
| 2003-2004 | -           | -                      | 9e (Gr. D)             | non connu         |
| 2004-2005 | …           | …                      | …                      | non connu         |
| 2005-2006 | …           | …                      | …                      | non connu         |
| 2006-2007 | …           | …                      | …                      | non connu         |
| 2007-2008 | -           | -                      | 5e (Gr. B)             | 1er tour fédéral  |
| 2008-2009 | -           | -                      | 7e (Gr. D)             | 1er tour fédéral  |
| 2009-2010 | -           | -                      | 1er (Gr. D)            | 1er tour fédéral  |
| 2010-2011 | -           | 6e (Gr. B)             | Championnat inexistant | 16e de finale     |
| 2011-2012 | -           | 6e (Gr. B)             | Championnat inexistant | 1er tour fédéral  |
| 2012-2013 | -           | 9e (Gr. B)             | Championnat inexistant | 32e de finale     |
| 2013-2014 | -           | 8e (Gr. B)             | Championnat inexistant | 8e de finale      |
| 2014-2015 | -           | 7e (Gr. B)             | Championnat inexistant | 32e de finale     |
| 2015-2016 | -           | 7e (Gr. B)             | Championnat inexistant | 32e de finale     |
| 2016-2017 | -           | -                      | Championnat régional 1 | -                 |
| 2017-2018 | -           | 9e (Gr. A)             | -                      | 16e de finale     |
| 2018-2019 | -           | 11e (Gr. A)            | -                      | 32e de finale     |
| 2019-2020 | -           | -                      | Championnat régional 1 | 2e tour régional  |
| 2020-2021 | -           | -                      | Championnat régional 1 | épreuve annulée   |
| 2021-2022 | -           | -                      | Championnat régional 1 | 4e tour régional  |
| 2022-2023 | -           | -                      | Championnat régional 1 | 2e tour fédéral   |
| 2023-2024 | -           | -                      | 9e (Gr. A)             | 2e tour fédéral   |
| 2024-2025 | -           | -                      | -                      | 16e de finale     |